# Theridion chiriqui
Theridion chiriqui là một loài nhện trong họ Theridiidae.
Loài này thuộc chi Theridion. Theridion chiriqui được Herbert Walter Levi miêu tả năm 1959.